# Emad Mohammed
Emad Mohammed Ridha (arabiska: عماد محمد رضا), född 24 juli 1982 i Karbala, är en irakisk före detta fotbollsspelare (anfallare).
Mohammed Emad har varit en nyckelspelare i Iraks fotbollslandslag. Han har teknisk skicklighet och god speluppfattning.